# Westminster (書体)

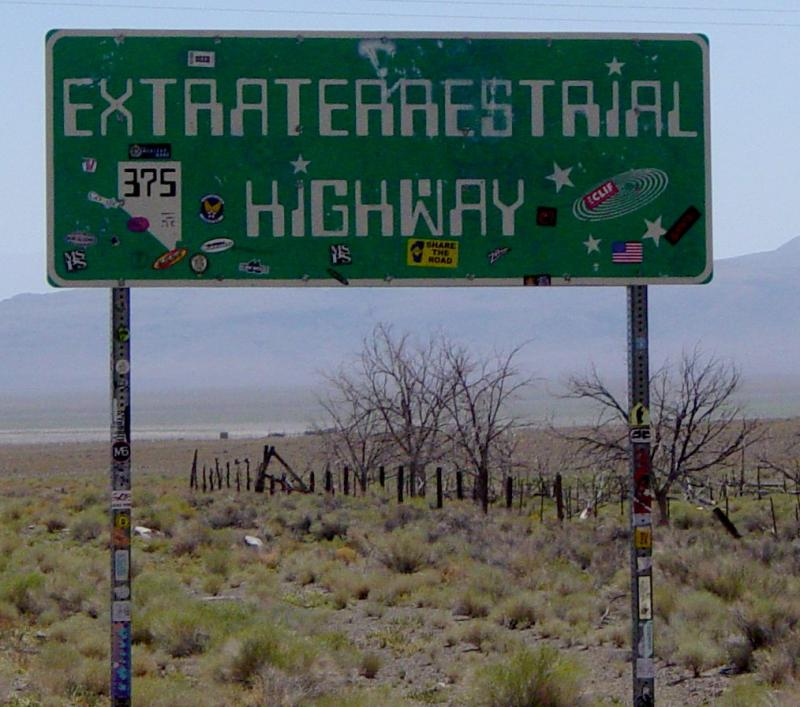
UFO目撃情報やエリア51で知られるネバダ州レイチェルの州道375号線脇にある、道路標識を模した看板。(ExtraTerrestrial Highway; 地球外(E.T.)ハイウェイ)。Highway Gothic の代わりに Westminster が使われている。

Westminster は、印刷および画面表示用の書体のひとつ。小切手に印刷されていた機械読み取り用の数字書体に触発されてレオ・マッグス (Leo Maggs) がデザインした。

## 概要
マッグスは1960年代、ロンドンのコヴェント・ガーデンにあった Hazell Sun のデザイン事務所で働いていた時、雑誌「The Friends of Covent Garden Opera House」の記事「About The House」のために、未来的なスタイルのタイトルをデザインするよう命じられた。
彼は、銀行の小切手で使用されていた MICR（磁気インク文字認識）システム E-13B の独特な書体に着想を得てタイトルを完成させ、その後アルファベットの残りの文字についても、Gill Sans 書体を参考にしながら、余暇を利用してデザインし完成にこぎつけた。
彼が参考にした MICR E-13B フォントは、ごく初期の自動文字認識装置のために、磁気リーダによる読取りが可能なように設計されたものである。一部が太くなった独特な書体は、磁性体を添加したインクで印刷された文字を磁気ヘッドによって読み取ることで、これらのパターンがコンピューターの 0/1 のビットパターンに直接マッピングされる単純な仕組みであった。
これにより、先進的な OCR の実用化を待たずして、単純な仕組みで文字を機械で読むことが可能となったが、読み取れる文字の種類は制限されており、E-13B ではわずか14種類、数字と一部の制御コードを読み取れるに過ぎなかった。
デザインこそ似てはいるものの、Westminster のような英数字フルセットの書体を同様の仕組みでは読み取ることはできない。Westminster は機械読み取り用の書体ではなく、あくまでもデザインに着想を得て作られた書体である。
マッグスが完成させた作品は 英 Letraset 社(Letraset) に持ち込まれたが、それを商業的に制作することを決めたのは Photoscript 社の創設者、ロバート・ノートン (Robert Norton) である。
のちにノートンを雇用したマイクロソフトによると、このフォントはその制作にあたり 英 Westminster Bank Limited 社（現 NatWest 社）から資金援助を受けており、その名前をとってノートンが命名したとされる。
もともとコンピューターで使用されていた書体をもとにした、未来的なデザインを示すための書体であり、特に1960年代後半から1970年代中頃にかけては、コンピューターの関与する世界観を示すために、テレビ、映画、書籍、漫画などで頻繁に使用された。
ノートンのマイクロソフト移籍後、Westminsterフォントもマイクロソフトのソフトウェア製品群に組み込まれた。

## 日本での使用

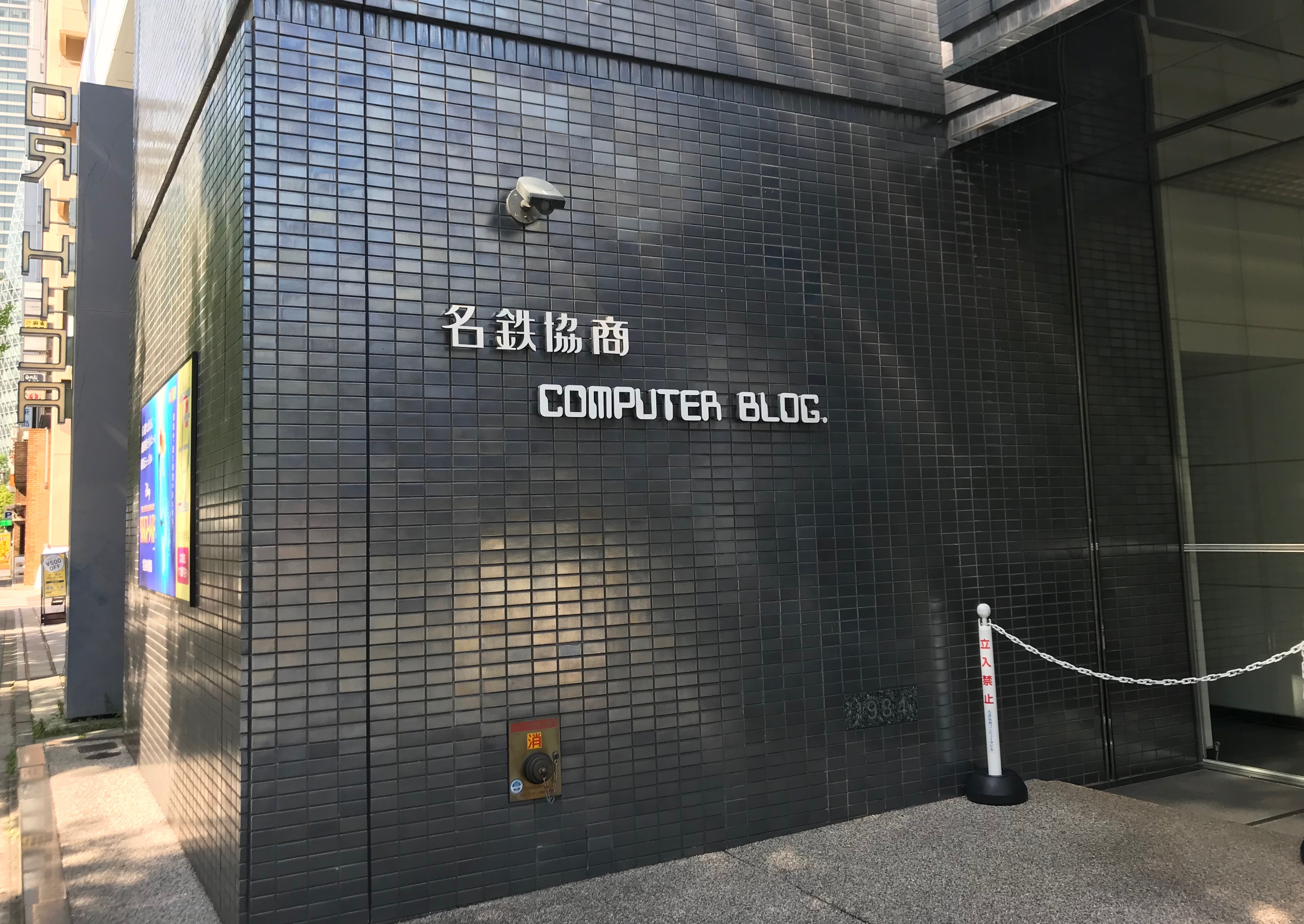
名鉄協商コンピュータビル

日本においても1970年代から1980年代初頭にかけて Westminster やその類似の書体がコンピューター関連分野で多用された。企業のロゴなどに利用された例もあるほか、もともとWestminster書体が持っていないカナ文字についても類似のデザインで作成され、コンピューター関連書籍の題字や、銀行オンラインシステムの案内看板などで使用された。
- 日本システム開発 (SystemGear) - 社名ロゴに Westminster 類似書体を使用
- メイテツコム - 本社の入る名鉄協商コンピュータビルの看板に Westminster 類似書体を使用
- 月刊マイコン - 題字に Westminster 類似書体を使用
- マイコンBASICマガジン - 題字に Westminster 類似書体を使用